# Graduação
A graduação, nos sistemas de educação inspirados no modelo francês se refere ao primeiro título superior recebido por um indivíduo. Em geral, o termo graduação está cotidianamente associado também à ideia de formação de nível superior, técnico-científico, embora cada país e curso possuam especificidades próprias.
Os países lusófonos em geral adotam o termo para se referir a uma formação superior completa e que garante ao titular dela a possibilidade de exercer a profissão para a qual se graduou ou de continuar seus estudos em nível de pós-graduação — como o aperfeiçoamento e especialização nos moldes lato sensu ou sentido amplo, o mestrado e doutorado nos moldes Stricto Sensu ou sentido estrito.
Os países anglófonos, em geral, tendem a adotar o termo undergraduate studies (que poderia ser traduzido como algo do tipo "estudos inferiores à graduação") para se referir ao significado de graduação citado nos parágrafos anteriores. Nestes países, costumam ser exigidos os chamados graduate studies (expressão livremente traduzida como "estudos de pós-graduação") para garantir ao seu titular o direito de exercer determinadas profissões ou de continuar seus estudos em nível de Mestrado ou Doutorado. 

## Graduação no Brasil
Os cursos de graduação no Brasil estão tradicionalmente ligados às grandes áreas do conhecimento como informação, biologia, geografia, física, química, letras, economia; a campos das artes como artes plásticas, artes cênicas, design; ou a formações profissionais de perfil generalista como engenharia civil, direito, medicina, administração de empresas, contabilidade, jornalismo. Estão distribuídos nos seguintes graus acadêmicos:
- Tecnologia: Habilita o seu titular a ser um Tecnólogo, ou seja, mão-de-obra Técnico-Científica especializada em diversas áreas do conhecimento, cobrindo demandas específicas do mercado. Tem duração de dois a três anos. Formações possíveis: Tecnólogo em Eletrônica, Eletroeletrônica, Telemática, Mecatrônica, Gestão Tributária, Gestão Ambiental, Gestão Pública, Construção Civil, Química Agroindustrial, Citotecnologia, Sistemas de Informação, Redes de Computadores, Marketing, Logística, etc.

- Licenciatura: Habilita o seu titular a ser um Licenciado, um professor, além de ser um profissional da área de estudo específica cursada de acordo com as regulamentações exigidas por lei e conselhos profissionais das mesmas. Tem duração de três a quatro anos e é oferecido na maioria das áreas de estudo como em Artes, Biologia, Ciência da Computação, Ciências Sociais, Engenharias, Enfermagem, Matemática, Psicologia e Segurança Pública. Quanto ao ensino, os profissionais desse grau podem atuar nos mais diversos níveis profissionalizantes de acordo com as exigências institucionais.

- Bacharelado. Habilita o seu titular a ser um Bacharel em diferentes áreas do conhecimento. Tem duração de quatro a seis anos e é oferecido na maioria das áreas de estudo em Artes, Segurança Pública, Ciências Humanas, Ciências Sociais, Matemática, Ciências Naturais e nas profissões regulamentadas pelo Estado, por exemplo Administração, Arquitetura e Urbanismo, Biologia, Direito, Engenharia Civil, Farmácia, Fisioterapia, Medicina, Medicina Veterinária, Odontologia, dentre outros que constam no cadastro de cursos superiores do MEC. Incluem-se entre os bacharelados aqueles cursos que concedem titulação profissional.

## Graduação em Portugal
Portugal, como membro da União Europeia, integra o conjunto de países que seguem os procedimentos do Processo de Bolonha, cujo objetivo principal é o de harmonizar das estruturas do ensino superior, o que resultará num espaço comum europeu de ciência e de ensino superior, com capacidade de atracção à escala europeia e intercontinental.
O Processo de Bolonha irá, no limite, resultar numa harmonização generalizada das estruturas educativas, que asseguram as formações superiores em mais de 45 países, onde os países da União Europeia estão incluídos. Nesse enquadramento, os sistemas de ensino superior deverão ser dotados de uma orgânica semelhante e oferecer cursos e especializações comparáveis em termos de conteúdos e de duração, o que deverá conferir diplomas de valor reconhecidamente equivalente tanto académica como profissionalmente.
A harmonização das estruturas do ensino superior tem como objetivo tornar a Europa num um espaço comum de ciência e de ensino superior, com capacidade de atracção à escala intercontinental.
Os elementos que permitem a harmonização educativa são, essencialmente, a adopção dos ECTS (European Credit Transfer and Accumulation System), ou seja de um sistema europeu de créditos curriculares, e a adopção do modelo de organização do ensino superior em três ciclos:

### 1º Ciclo — Licenciatura
- No ensino politécnico, o ciclo de estudos conducentes ao grau de licenciado tem 180 créditos, e uma duração normal de seis semestres curriculares de trabalho dos alunos.
- No ensino universitário, o ciclo de estudos conducente ao grau de licenciado tem 180 a 240 créditos e uma duração normal compreendida entre seis e oito semestres curriculares de trabalho dos alunos.

Segundo o Decreto-Lei nº 74/2006, de 24 de Março, na fixação do número de créditos deste ciclo de estudos para as diferentes áreas de formação, os estabelecimentos de ensino universitário devem adoptar valores similares aos de instituições de referência de ensino universitário do espaço europeu nas mesmas áreas, tendo em vista assegurar aos estudantes portugueses condições de mobilidade e de formação e de integração profissional semelhantes, em duração e conteúdo, às dos restantes Estados que integram aquele espaço.

### 2º Ciclo — Mestrado
- O ciclo de estudos conducente ao grau de mestre tem 90 a 120 créditos e uma duração normal compreendida entre três e quatro semestres curriculares de trabalho dos alunos. Excepcionalmente, o ciclo de estudos conducente ao grau de mestre numa especialidade pode ter 60 créditos e uma duração normal de dois semestres curriculares de trabalho em consequência de uma prática estável e consolidada internacionalmente nessa especialidade.

Ciclo de estudos integrado conducente ao grau de mestre
No ensino universitário, o grau de mestre pode igualmente ser conferido após um ciclo de estudos integrado, com 300 a 360 créditos e uma duração normal compreendida entre 10 e 12 semestres curriculares de trabalho, nos casos em que, para o acesso ao exercício de uma determinada actividade profissional, essa duração:
Licenciatura — diferente da titulação homónima no Brasil, grau de licenciado em Portugal não é necessariamente voltado à formação de educadores. Em Portugal é o primeiro grau académico conferido na sequência da conclusão de um 1º ciclo de estudos superiores (universitários ou politécnicos), com 6 semestres de duração (180 ECTS) podendo, em determinados casos, ter 7 ou 8 semestres de duração (210 ou 240 ECTS).